# 1. Hanauer Fußball-Club 1893 1978-1979
Questa voce raccoglie le informazioni riguardanti il 1. Hanauer Fußball-Club 1893 nelle competizioni ufficiali della stagione 1978-1979.

## Stagione
Nella stagione 1978-1979 l'Hanau, allenato da Manfred Brunner e Karl-Heinz Schmal, concluse il campionato di 2. Bundesliga al 17º posto. In Coppa di Germania l'Hanau fu eliminato al primo turno dal Fortuna Colonia.

## Rosa
| N. |                     | Ruolo | Calciatore          |
| -- | ------------------- | ----- | ------------------- |
|    | Germania (bandiera) | P     | Klaus Krost         |
|    | Germania (bandiera) | P     | Michael Krumbe      |
|    | Germania (bandiera) | D     | Peter Hoffmann      |
|    | Germania (bandiera) | D     | Hermann Luy         |
|    | Germania (bandiera) | D     | Karl Schaffrath     |
|    | Germania (bandiera) | D     | Stefan Sprey        |
|    | Germania (bandiera) | C     | Paul Hupp           |
|    | Germania (bandiera) | C     | Eddy Malura         |
|    | Germania (bandiera) | C     | Günter Oleknavicius |
|    | Germania (bandiera) | C     | Bernd Schuler       |

| N. |                     | Ruolo | Calciatore          |
| -- | ------------------- | ----- | ------------------- |
|    | Germania (bandiera) | C     | Walter Seitz        |
|    | Germania (bandiera) | C     | Karl Walter         |
|    | Germania (bandiera) | A     | Michael Bordt       |
|    | Germania (bandiera) | A     | Heiko Dymalla       |
|    | Germania (bandiera) | A     | Hubert Genz         |
|    | Germania (bandiera) | A     | Detlev Gistl        |
|    | Germania (bandiera) | A     | Siegfried Höfling   |
|    | Germania (bandiera) | A     | Fred Kromm          |
|    | Germania (bandiera) | A     | Karlheinz Schleiter |
|    | Germania (bandiera) | A     | Dieter Schwemmle    |

## Organigramma societario
Area tecnica
- Allenatore: Karl-Heinz Schmal
- Allenatore in seconda:
- Preparatore dei portieri:
- Preparatori atletici:

## Calciomercato

### Sessione estiva
| Acquisti | Acquisti            | Acquisti        | Acquisti |
| R.       | Nome                | da              | Modalità |
| -------- | ------------------- | --------------- | -------- |
| C        | Paul Hupp           | Bayreuth        |          |
| C        | Günter Oleknavicius | Baunatal        |          |
| A        | Dieter Schwemmle    | Bochum          |          |
| D        | Stefan Sprey        | Darmstadt       |          |
| C        | Karl Walter         | FSV Francoforte |          |

| Cessioni | Cessioni | Cessioni | Cessioni |
| R.       | Nome     | a        | Modalità |
| -------- | -------- | -------- | -------- |

### Sessione invernale
| Acquisti | Acquisti | Acquisti | Acquisti |
| R.       | Nome     | da       | Modalità |
| -------- | -------- | -------- | -------- |

| Cessioni | Cessioni | Cessioni | Cessioni |
| R.       | Nome     | a        | Modalità |
| -------- | -------- | -------- | -------- |

## Risultati

### 2. Bundesliga

#### Girone di andata
| Arbitro: | Correll |

|  |           |                           |
|  | Marcatori | 39’, 50’ Krech 86’ Thomas |

| Arbitro: | Michel |

|                                                            |           |             |
| Hug 30’ Derigs 38’ Widmann 43’ Karvouniaris 77’ Bührer 90’ | Marcatori | 74’ Dymalla |

| Arbitro: | Theobald |

|                                   |           |             |
| Wiesner 5’ Krauth 45’ Schüler 81’ | Marcatori | 22’ Dymalla |

| Arbitro: | Reinstädtler |

|                                                     |           |               |
| Sprey 25’ Dymalla 28’, 77’ Malura 78’ Schleiter 89’ | Marcatori | 11’ Killmaier |

| Arbitro: | Binninger |

|            |           |           |
| Henkes 26’ | Marcatori | 85’ Bordt |

| Arbitro: | Wilhelmi |

|                         |           |                            |
| Bordt 27’ Schleiter 78’ | Marcatori | 9’, 68’ Herberth 46’ Sturz |

| Arbitro: | Schmoock |

|                                              |           |                   |
| Schaffrath 67’ (aut.) Germann 73’ Schenk 88’ | Marcatori | 6’, 40’ Schleiter |

| Arbitro: | Kinzinger |

|                              |           |          |
| Bordt 26’ Malura 65’ Luy 68’ | Marcatori | 8’ Sterz |

| Arbitro: | Frickel |

|                                                                                    |           |            |
| Histing 1’ Brinsa 8’, 85’ Đorđević 28’, 56’ Hermandung 50’ Müllner 76’ Schlief 83’ | Marcatori | 90’ Malura |

| Arbitro: | Föckler |

|                                          |           |                             |
| Gistl 43’ Bordt 59’ Schleiter 70’ (rig.) | Marcatori | 8’, 15’ Dreher 87’ Stichler |

| Arbitro: | Hontheim |

|                        |           |                                |
| Bury 3’ Dörflinger 56’ | Marcatori | 24’ (rig.) Schleiter 77’ Bordt |

| Arbitro: | Kuhn |

|                           |           |                  |
| Genz 36’ Oleknavicius 63’ | Marcatori | 69’ (aut.) Bordt |

| Arbitro: | Dölfel |

|                         |           |  |
| Bitz 42’ Lottermann 83’ | Marcatori |  |

| Arbitro: | Dahler |

|                         |           |                     |
| Schwemmle 17’ Kromm 86’ | Marcatori | 40’ Erhart 88’ Lenz |

| Arbitro: | Tritschler |

|                                         |           |  |
| Pankotsch 2’, 29’ Grimm 7’ Bergmann 70’ | Marcatori |  |

| Arbitro: | Kühne |

|           |           |                          |
| Kromm 82’ | Marcatori | 75’, 84’ Heck 78’ Künkel |

| Arbitro: | Dilg |

|                                |           |                                            |
| Hansen 3’, 5’, 17’ Größler 63’ | Marcatori | 76’ Dymalla 84’ Schwemmle 87’ Oleknavicius |

| Arbitro: | Schmidhuber |

|                                            |           |                              |
| Schwemmle 13’ (rig.) Dymalla 50’ Kromm 76’ | Marcatori | 31’ Bremer 60’ Hein 86’ Harm |

| Arbitro: | Bodmer |

|                                                               |           |                                        |
| Dörr 9’, 58’ (rig.) Beichle 53’, 54’, 75’ Jörg 63’ Haller 86’ | Marcatori | 24’ Schwemmle 28’ Luy 44’ Oleknavicius |

#### Girone di ritorno
| Arbitro: | Regneri |

|                |           |                                                        |
| Wiesenthal 11’ | Marcatori | 30’ (aut.) Erkenbrecher 67’ Oleknavicius 86’ Schleiter |

| Arbitro: | Engel |

|                    |           |  |
| Schleiter 20’, 26’ | Marcatori |  |

| Arbitro: | Ulm |

|               |           |                                      |
| Schleiter 45’ | Marcatori | 8’, 63’ Höfer 30’ Struth 77’ Wiesner |

| Arbitro: | Boos |

|                        |           |             |
| Killmaier 3’ Pfaff 88’ | Marcatori | 54’ Schuler |

| Arbitro: | Dölfel |

|                                                       |           |  |
| Oleknavicius 22’ Schwemmle 77’ Malura 79’ Dymalla 89’ | Marcatori |  |

| Arbitro: | Clajus |

|                          |           |         |
| Metzger 28’ Herberth 83’ | Marcatori | 65’ Luy |

| Arbitro: | Könen |

|                                                    |           |  |
| Bordt 22’ Oleknavicius 38’ Kromm 41’ Schwemmle 87’ | Marcatori |  |

| Arbitro: | Vielsack |

|                                       |           |          |
| Fürhoff 13’ Schmitt 62’ Bruckhoff 80’ | Marcatori | 7’ Kromm |

| Arbitro: | Michel |

|                         |           |                 |
| Schleiter 78’ Kromm 87’ | Marcatori | 65’ Leiendecker |

| Arbitro: | Klauser |

|                                                |           |               |
| Allgöwer 36’, 77’ Hoffmann 71’ Haug 86’ (rig.) | Marcatori | 38’ Schwemmle |

| Arbitro: | Föckler |

|                                          |           |  |
| Oleknavicius 5’ Malura 48’ Schwemmle 66’ | Marcatori |  |

| Arbitro: | Ermer |

|                                        |           |  |
| Bihn 16’, 77’ Wesseler 22’, 90’ (rig.) | Marcatori |  |

| Arbitro: | Schmidhuber |

|                              |           |                 |
| Schleiter 27’ Schaffrath 60’ | Marcatori | 58’, 69’ Krause |

| Arbitro: | Messmer |

|                         |           |             |
| Schonert 12’ Klinge 45’ | Marcatori | 81’ Dymalla |

| Arbitro: | Dilg |

|                                      |           |                            |
| Seitz 9’ Schleiter 49’ Schwemmle 82’ | Marcatori | 86’ Kirschner 88’ Heinlein |

| Arbitro: | Klauser |

|          |           |                          |
| Heck 37’ | Marcatori | 1’ Dymalla 58’ Schwemmle |

| Arbitro: | Therre |

|             |           |                                                  |
| Dymalla 89’ | Marcatori | 4’, 53’ Breuer 40’ Größler 56’ Sommerer 59’ Horn |

| Mannheim 2 giugno 1979 37ª giornata | Waldhof Mannheim | 0 – 0 referto | Hanau 93 | Stadion am Alsenweg (2 000 spett.)\| Arbitro: \| Glaw \| |
| Arbitro:                            | Glaw             |               |          |                                                          |

| Arbitro: | Hontheim |

|                                                          |           |                                                   |
| Schleiter 42’, 50’ (rig.) Schwemmle 53’ Dymalla 77’, 83’ | Marcatori | 24’ Beichle 44’, 72’ Schnürer 70’, 75’, 85’ Klein |

### Coppa di Germania
| Arbitro: | Gathmann |

|                          |           |  |
| Stegmayer 69’ Albert 76’ | Marcatori |  |

## Statistiche

### Statistiche di squadra
| Competizione      | Punti | In casa | In casa | In casa | In casa | In casa | In casa | In trasferta | In trasferta | In trasferta | In trasferta | In trasferta | In trasferta | Totale | Totale | Totale | Totale | Totale | Totale | DR  |
| Competizione      | Punti | G       | V       | N       | P       | Gf      | Gs      | G            | V            | N            | P            | Gf           | Gs           | G      | V      | N      | P      | Gf     | Gs     | DR  |
| ----------------- | ----- | ------- | ------- | ------- | ------- | ------- | ------- | ------------ | ------------ | ------------ | ------------ | ------------ | ------------ | ------ | ------ | ------ | ------ | ------ | ------ | --- |
| 2. Bundesliga     | 29    | 19      | 9       | 4       | 6       | 48      | 40      | 19           | 2            | 3            | 14           | 24           | 58           | 38     | 11     | 7      | 20     | 72     | 98     | -26 |
| Coppa di Germania | -     | 0       | 0       | 0       | 0       | 0       | 0       | 1            | 0            | 0            | 1            | 0            | 2            | 1      | 0      | 0      | 1      | 0      | 2      | -2  |
| Totale            | 29    | 19      | 9       | 4       | 6       | 48      | 40      | 20           | 2            | 3            | 15           | 24           | 60           | 39     | 11     | 7      | 21     | 72     | 100    | -28 |

### Andamento in campionato
| Giornata  | 1  | 2  | 3  | 4  | 5  | 6  | 7  | 8  | 9  | 10 | 11 | 12 | 13 | 14 | 15 | 16 | 17 | 18 | 19 | 20 | 21 | 22 | 23 | 24 | 25 | 26 | 27 | 28 | 29 | 30 | 31 | 32 | 33 | 34 | 35 | 36 | 37 | 38 |
| --------- | -- | -- | -- | -- | -- | -- | -- | -- | -- | -- | -- | -- | -- | -- | -- | -- | -- | -- | -- | -- | -- | -- | -- | -- | -- | -- | -- | -- | -- | -- | -- | -- | -- | -- | -- | -- | -- | -- |
| Luogo     | C  | T  | T  | C  | T  | C  | T  | C  | T  | C  | T  | C  | T  | C  | T  | C  | T  | C  | T  | T  | C  | C  | T  | C  | T  | C  | T  | C  | T  | C  | T  | C  | T  | C  | T  | C  | T  | C  |
| Risultato | P  | P  | P  | V  | N  | P  | P  | V  | P  | N  | N  | V  | P  | N  | P  | P  | P  | N  | P  | V  | V  | P  | P  | V  | P  | V  | P  | V  | P  | V  | P  | N  | P  | V  | V  | P  | N  | P  |
| Posizione | 20 | 19 | 19 | 17 | 18 | 18 | 18 | 17 | 18 | 18 | 17 | 15 | 15 | 17 | 17 | 18 | 18 | 19 | 19 | 18 | 18 | 19 | 19 | 18 | 17 | 17 | 18 | 17 | 17 | 17 | 17 | 17 | 17 | 17 | 17 | 17 | 17 | 17 |

Legenda:

Luogo: C = Casa; T = Trasferta. Risultato: V = Vittoria; N = Pareggio; P = Sconfitta.

### Statistiche dei giocatori
| Giocatore       | 2. Bundesliga | 2. Bundesliga | 2. Bundesliga | 2. Bundesliga | Coppa di Germania | Coppa di Germania | Coppa di Germania | Coppa di Germania | Totale   | Totale | Totale      | Totale     |
| Giocatore       | Presenze      | Reti          | Ammonizioni   | Espulsioni    | Presenze          | Reti              | Ammonizioni       | Espulsioni        | Presenze | Reti   | Ammonizioni | Espulsioni |
| --------------- | ------------- | ------------- | ------------- | ------------- | ----------------- | ----------------- | ----------------- | ----------------- | -------- | ------ | ----------- | ---------- |
| M. Bordt        | 23            | 6             | 4             | 0             | 1                 | 0                 | 0                 | 0                 | 24       | 6      | 4           | 0          |
| H. Dymalla      | 35            | 12            | 1             | 0             | 1                 | 0                 | 0                 | 0                 | 36       | 12     | 1           | 0          |
| H. Genz         | 22            | 1             | 0             | 1             | 1                 | 0                 | 0                 | 0                 | 23       | 1      | 0           | 1          |
| D. Gistl        | 14            | 1             | 0             | 0             | 1                 | 0                 | 0                 | 0                 | 15       | 1      | 0           | 0          |
| P. Hoffmann     | 24            | 0             | 1             | 0             | 0                 | 0                 | 0                 | 0                 | 24       | 0      | 1           | 0          |
| P. Hupp         | 7             | 0             | 0             | 0             | 1                 | 0                 | 1                 | 0                 | 8        | 0      | 1           | 0          |
| S. Höfling      | 4             | 0             | 0             | 1             | 0                 | 0                 | 0                 | 0                 | 4        | 0      | 0           | 1          |
| F. Kromm        | 17            | 6             | 0             | 0             | 0                 | 0                 | 0                 | 0                 | 17       | 6      | 0           | 0          |
| K. Krost        | 3             | 0             | 0             | 0             | 0                 | 0                 | 0                 | 0                 | 3        | 0      | 0           | 0          |
| M. Krumbe       | 35            | 0             | 0             | 0             | 1                 | 0                 | 0                 | 0                 | 36       | 0      | 0           | 0          |
| H. Luy          | 32            | 3             | 2             | 0             | 0                 | 0                 | 0                 | 0                 | 32       | 3      | 2           | 0          |
| E. Malura       | 30            | 5             | 0             | 0             | 1                 | 0                 | 0                 | 0                 | 31       | 5      | 0           | 0          |
| G. Oleknavicius | 26            | 7             | 1             | 0             | 0                 | 0                 | 0                 | 0                 | 26       | 7      | 1           | 0          |
| K. Schaffrath   | 27            | 1             | 0             | 0             | 1                 | 0                 | 0                 | 0                 | 28       | 1      | 0           | 0          |
| K. Schleiter    | 37            | 15            | 13            | 0             | 1                 | 0                 | 0                 | 0                 | 38       | 15     | 13          | 0          |
| B. Schuler      | 17            | 1             | 3             | 0             | 1                 | 0                 | 0                 | 0                 | 18       | 1      | 3           | 0          |
| D. Schwemmle    | 27            | 11            | 10            | 0             | 0                 | 0                 | 0                 | 0                 | 27       | 11     | 10          | 0          |
| W. Seitz        | 37            | 1             | 12            | 0             | 1                 | 0                 | 0                 | 0                 | 38       | 1      | 12          | 0          |
| S. Sprey        | 29            | 1             | 3             | 0             | 0                 | 0                 | 0                 | 0                 | 29       | 1      | 3           | 0          |
| K. Walter       | 36            | 0             | 7             | 0             | 1                 | 0                 | 0                 | 0                 | 37       | 0      | 7           | 0          |